# Comisión Alemana de Tumbas de Guerra
Los cementerios de los caídos de guerra alemanes (CCGA) a través del mundo suman varios centenares y se concentran principalmente en el territorio de la Unión Europea y Rusia. Estos cementerios mantienen un relativo bajo perfil en comparación con los centros similares creados por otras naciones. En la mayoría de los casos se trata simplemente de sepulturas, ya que en Alemania el hecho de construir un monumento a los militares fallecidos es motivo de polémica aún si se trata exclusivamente de miembros de la Bundeswehr, las fuerzas armadas del país desde 1955.

## Mantenimiento

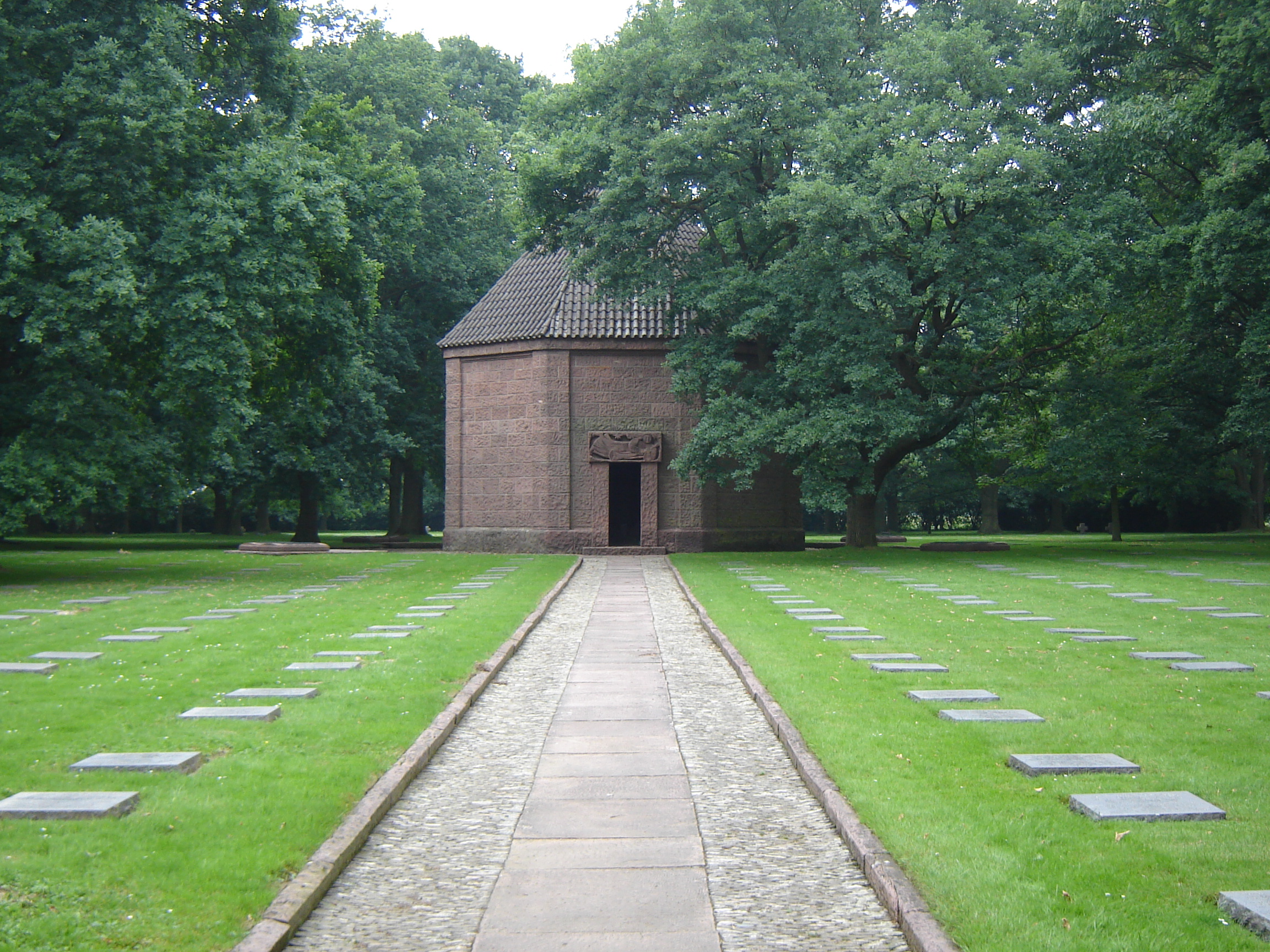
Cementerio de Menen (Bélgica).

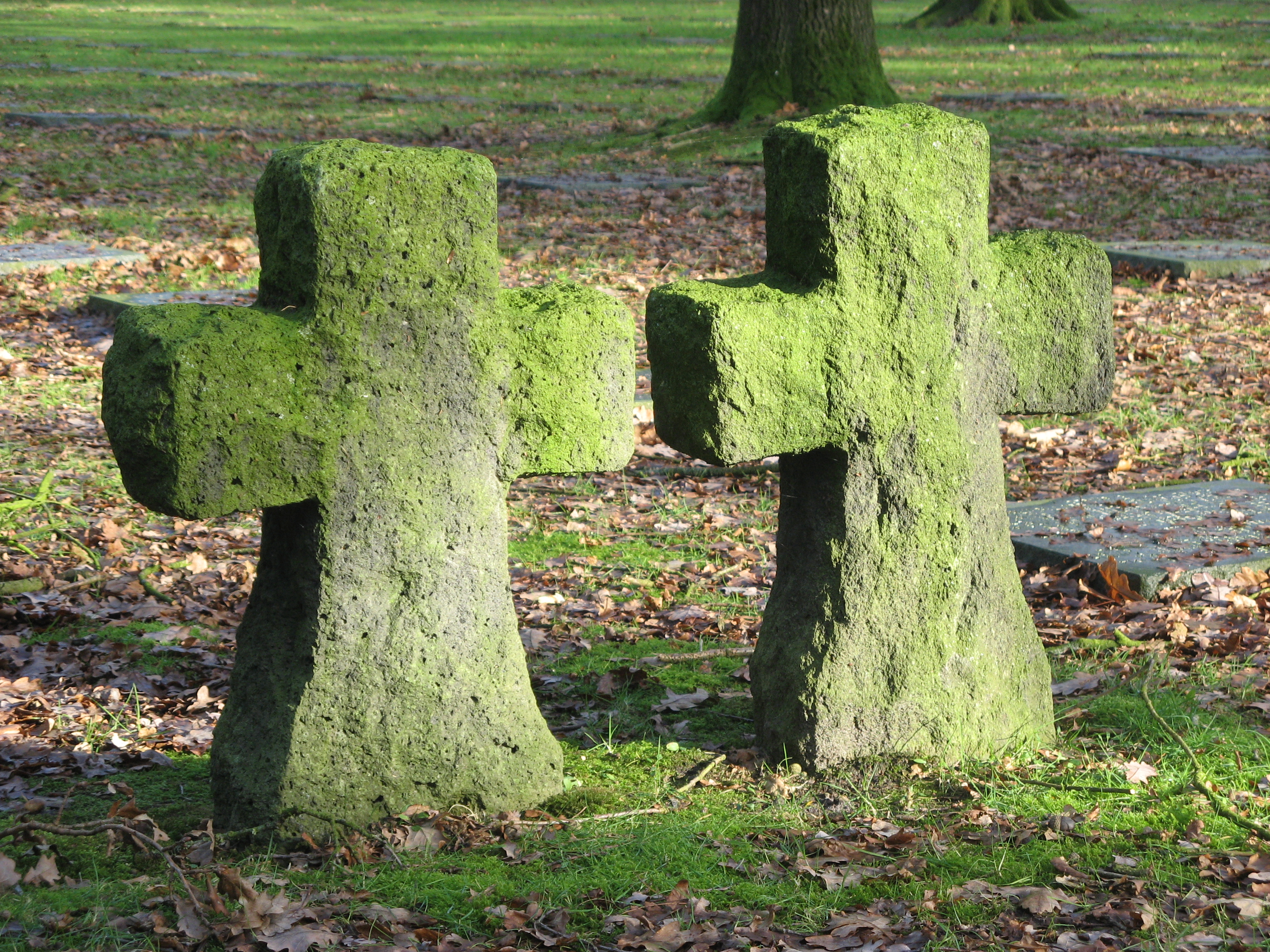
Cementerio de Vladslo (Bélgica).

La Organización Alemana para la Conservación de Cementerios de los Caídos de Guerra -Volksbund Deutsche Kriegsgräberfürsorge (VDK) en alemán- es una asociación humanitaria con sede en Kassel (Hesse) que se encarga del mantenimiento de las tumbas de las víctimas de la guerra.
La VDK fue fundada el 16 de diciembre de 1919, algunos meses después del final de la Primera Guerra Mundial. Cuenta con más de 20.000 miembros y se encarga de 2 millones de tumbas aproximadamente en más de 800 cementerios a través de Europa.
Los costos anuales de 40 millones de euros para mantener cementerios por todo el mundo se financian principalmente a través de las cotizaciones de los miembros de la VDK, de donaciones y recolectas. Adicionalmente dispone de subvenciones de los Estados federados y el gobierno federal, que contribuye 4 millones de euros al año.

## Cementerios
Halbe: a unos 40 kilómetros al sur de Berlín acoge más de 23.000 soldados alemanes que murieron durante los días finales de Segunda Guerra Mundial. Con más de siete hectáreas es el cementerio de guerra mayor de Alemania. Se estima que todavía hay unos 20.000 soldados adicionales enterrados en sus alrededores en espera de ser identificados.

### Francia

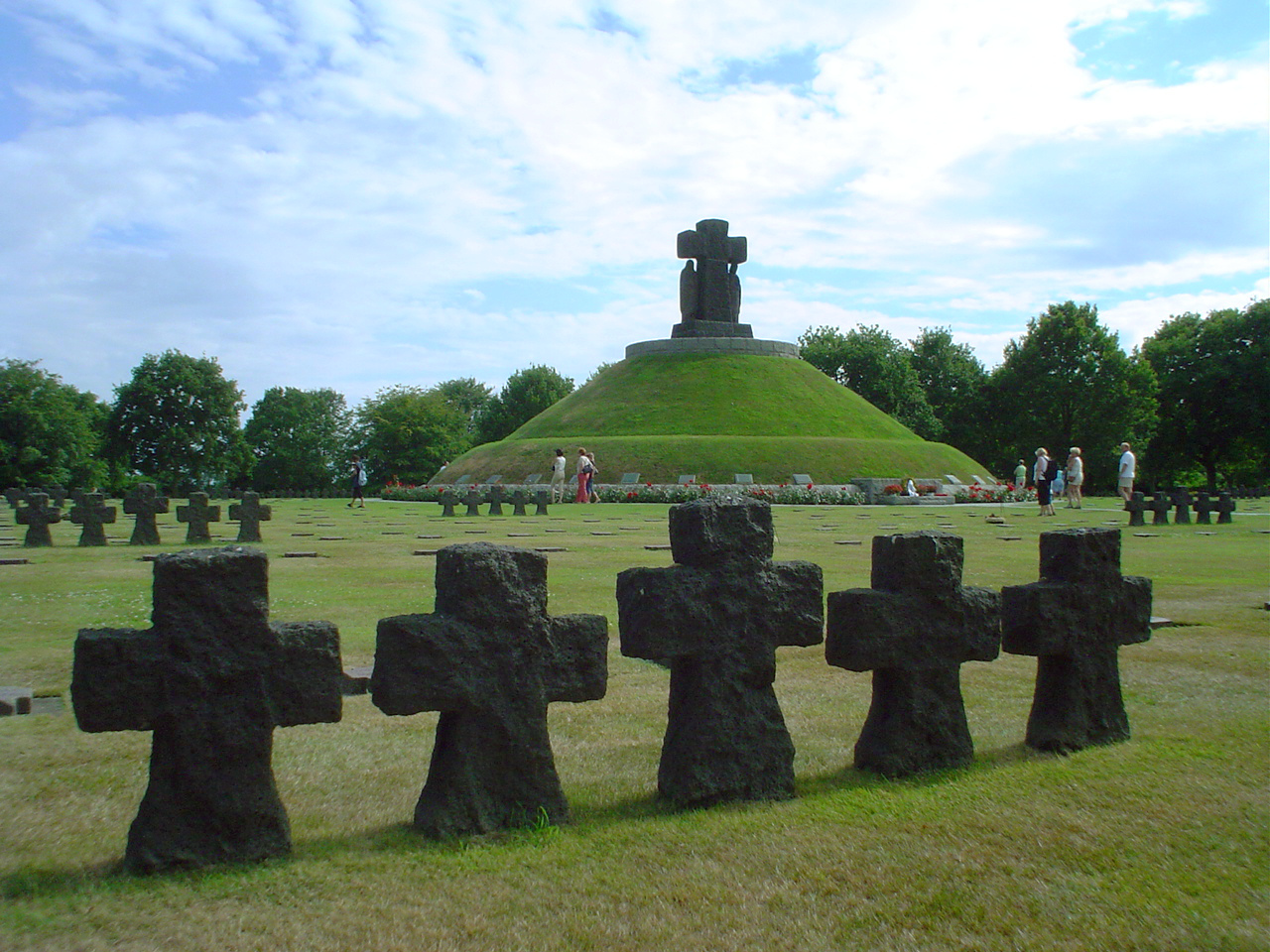
La Cambe.

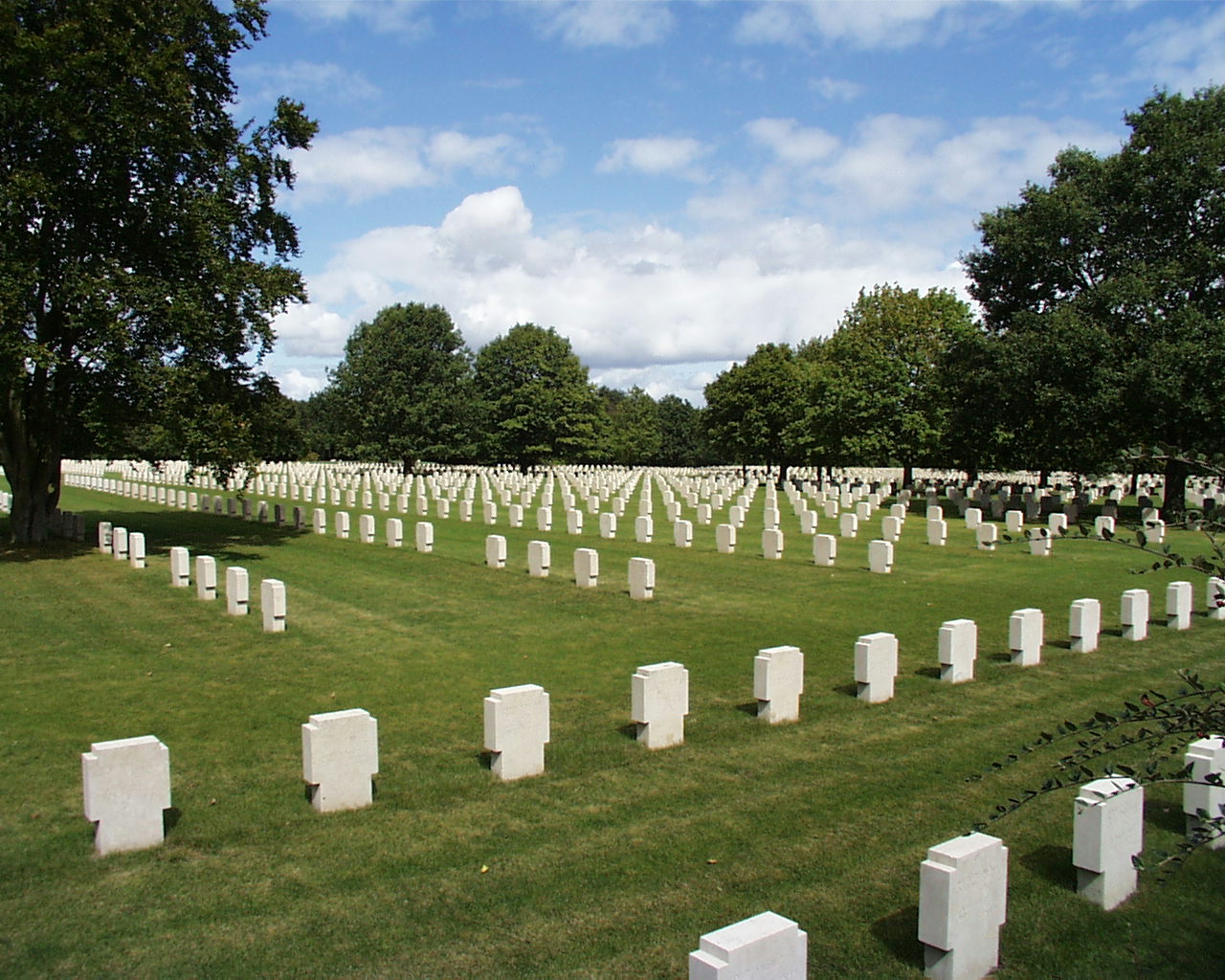
Champigny-Saint-André.

Normandía: en esta región del norte de Francia existen seis cementerios alemanes en los que se encuentran enterrados unos 77.000 soldados.
En su visita a Normandía con motivo del 60° aniversario del Día D en 2004, el Canciller de Alemania Gerhard Schröder asistió al panteón de Ranville, en el que yacen los cuerpos de soldados de 8 países, entre los que se cuentan 322 alemanes y la Tumba de un soldado desconocido alemán.
Los seis cementerios son:
- La Cambe: cerca de Bayeux está el mayor cementerio militar alemán de la región en el que yacen 21.000 militares, incluidos algunos miembros de las Waffen-SS.[7]
La mayoría de los militares sepultados aquí murieron en la Playa de Omaha. El cementerio fue inaugurado en septiembre de 1961.

- Champigny-Saint-André: cerca de Saint-André-de-l'Eure y Dreux, acoge 19.794 tumbas.

- Mont-de-Huisnes: cerca del Monte Saint-Michel, acoge 11.956 tumbas.

- Marigny: entre Saint-Lô y Coutances, acoge 11.169 tumbas.

- Orglandes: cerca de Valognes, acoge 10.152 tumbas.

- Saint-Désir de Lisieux: cerca de Lisieux, con 3.735 tumbas.

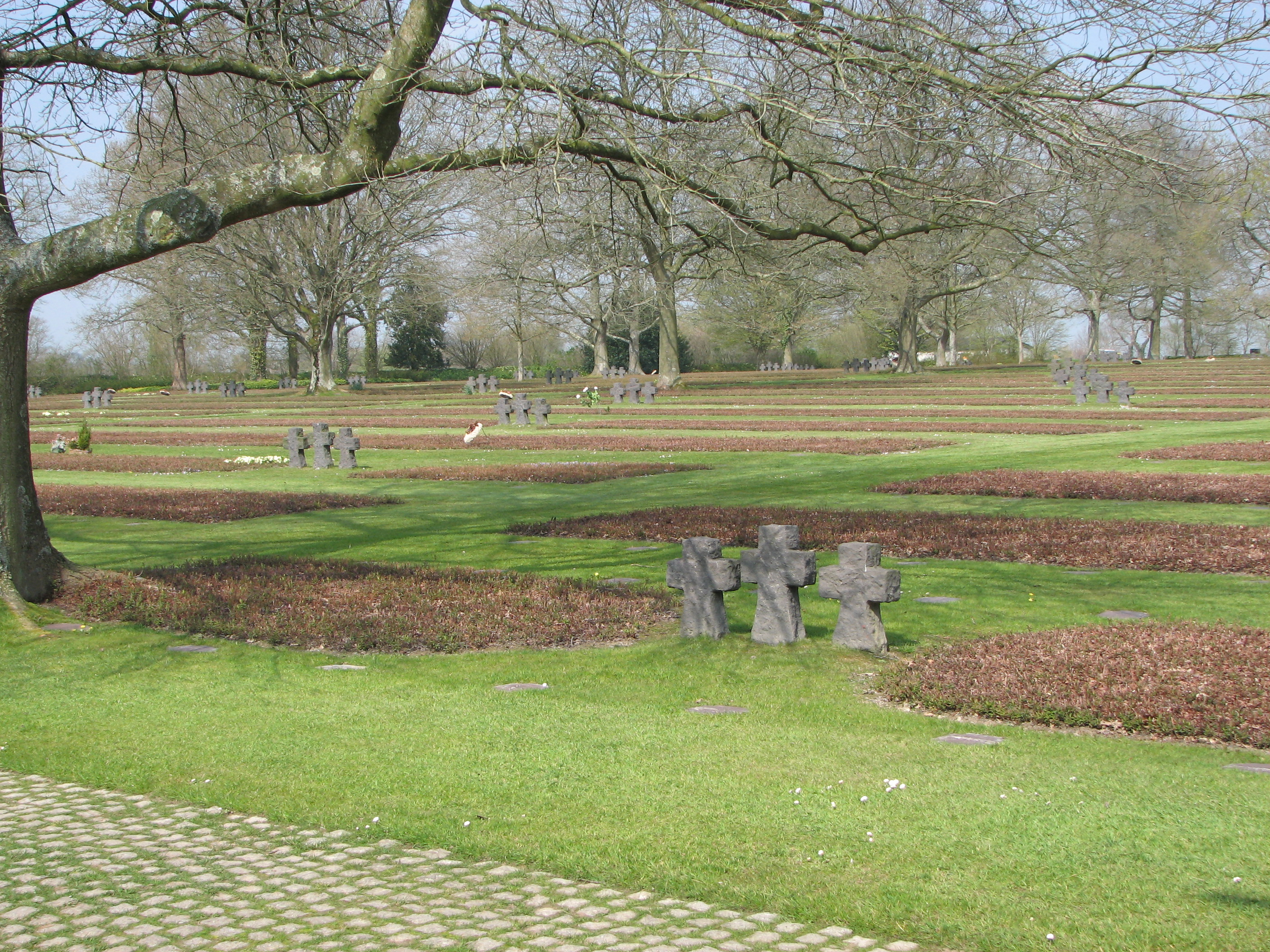
Marigny.

Berneuil: en esta localidad de Charente Marítimo se encuentra un cementerio con 8.295 tumbas de soldados alemanes que murieron en 15 departamentos del sudoeste de Francia durante la Segunda Guerra Mundial. Los enterramientos se iniciaron en 1962 y fue inaugurado en 1967.
Niederbronn: en Alsacia, acoge 15.000 tumbas.

### Rusia
A partir del final de la Guerra Fría a comienzos de los años 1990, la VDK ha construido más de 20 nuevos cementerios en territorio ruso. De esta forma Rusia ha llegado a contar con un centenar de cementerios militares alemanes situados en regiones que conocieron los más cruentos combates: cerca de Moscú y alrededor de San Petersburgo, en las regiones de Volgogrado (Stalingrado), Nóvgorod, Tver y Smolensk.
A finales de agosto de 2007, 14 soldados de la Bundeswehr iniciaron una estancia de dos semanas cerca de San Petersburgo. Allí, junto con soldados rusos se dedicaron al cuidado de los restos de varios de los caídos alemanes. En septiembre los restos de los 14.000 soldados fueron sepultados en un nuevo cementerio en Sebesh (frontera con Letonia), que fue inaugurado en presencia de 150 soldados de la Bundeswehr. Es uno de los últimos cinco grandes cementerios proyectados en territorio ruso. Los otros cuatro son: Apscheronsk, Kursk, Gagarin y Vorónezh. Con cerca de cuatro hectáreas el terreno puede acoger progresivamente entre 40.000 y 50.000 tumbas de víctimas provenientes principalmente del avance de 1941 y la retirada de 1944.
Anteriormente, cerca de Volgogrado la VDK inscribió sobre 107 cubos de granito el nombre de más de 100.000 caídos de guerra alemanes. Las inscripciones van acompañadas de la fecha de nacimiento y de deceso.

### España
Cementerio en las proximidades del monasterio de Yuste, en el municipio de Cuacos de Yuste, provincia de Cáceres, Extremadura, con 180 restos de soldados, pilotos y marinos de la Primera y Segunda Guerras Mundiales.

### Túnez
A unos 25 km al este de la Ciudad de Túnez se encuentra el Cementerio de Borj Cedria, con 8562 soldados alemanes, y algunos aliados magrebíes, caídos durante la Campaña de Túnez (1942-1943) y posterior cautiverio.